# Pitone (vasaio)
Pitone (in greco antico: Πυθον?; VI secolo a.C. – V secolo a.C.) è stato un ceramista greco antico.

## Notizie
Noto tra il 510 a.C. e il 470 a.C. in Attica. Qui firmò come vasaio il kylix dipinto da Epiktetos ritrovato a Vulci ed ora a Londra. Si firmò invece senza specificare il suo ruolo in diversi vasi dipinti dal ceramografo Duride con cui è stata dedotta una collaborazione continuativa. Ne sono esempio i due kylix di Vienna, provenienti da Caere e quello di Los Angeles.
Caratteristica nella produzione ceramica di Pitone è l'impostazione pesante nel piede delle coppe oltre alla forma e inclinazione delle anse.